# Surfe nos Jogos Pan-Americanos de 2019 - SUP race masculino
A competição de stand up corrida masculino do surfe nos Jogos Pan-Americanos de 2019 foi disputada em 2 de agosto na praia de Punta Rocas, em Punta Negra.

## Calendário
Horário local (UTC-5).
| Data        | Horário | Fase  |
| ----------- | ------- | ----- |
| 2 de agosto | 10:00   | Final |

## Medalhistas
| Ouro   | USA Connor Baxter     |
| Prata  | BRA Vinnicius Martins |
| Bronze | PER Itzel Delgado     |

## Resultado
| Pos. | Bib | Atleta                  | Tempo   | Diferença | Notas |
| ---- | --- | ----------------------- | ------- | --------- | ----- |
| 01 ! | 1   | USA Connor Baxter       | 24:18.7 | —         |       |
| 02 ! | 3   | BRA Vinnicius Martins   | 25:51.3 | +1:32.6   |       |
| 03 ! | 2   | PER Itzel Delgado       | 26:24.3 | +2:05.6   |       |
| 4    | 4   | COL Giorgio Gómez       | 26:26.7 | +2:08.0   |       |
| 5    | 6   | MEX Fernando Stalla     | 27:59.3 | +3:40.6   |       |
| 6    | 5   | ARG Franco Faccin       | 28:40.4 | +4:21.7   |       |
| 7    | 9   | PUR Omelv García        | 28:42.5 | +4:23.8   |       |
| 8    | 7   | ECU Carlos Gómez        | 31:19.2 | +7:00.5   |       |
| 9    | 10  | VEN Francisco Hernández | 37:17.0 | +12:58.3  |       |
| 10   | 8   | CAN Michael Darbyshire  | DNS     | —         |       |